# Acrochordus granulatus
Acrochordus granulatus este o specie de șerpi din familia Acrochordidae. Este o specie acvatică care viețuiește în mările Asiei și Australiei.

## Descriere
A. granulatus este cea mai mică dintre cele trei specii din  familia Acrochordidae. Este singurul taxon din această familie care locuiește permanent în estuare, precum și mări de coastă. Toți membrii genului Acrochordus sunt complet acvatici și aproape neajutorați pe uscat, cu excepția speciei A. granulatus. A. granulatus are piele higroscopică care întârzie desicarea, ceea ce îi permite șarpelui să se deplaseze în afara apei. A. granulatus prezintă dimorfism sexual, femelele fiind puțin mai mari decât masculii.

## Răspândire și habitat
A. granulatus este găsită pe ambele coaste ale Indiei peninsulare, prin Asia de Sud-Est, Arhipelagul Indo-Australian și nordul Australiei până la Insulele Solomon. Arealul include Bangladesh, Myanmar, Sri Lanka, cu Insulele Andaman și Nicobar, Thailanda, Cambodgia, Vietnam, China (Hainan), Filipine (Luzon, Cebu și Batayan), Malaysia, Indonezia (Sumatra, Java, Borneo, Flores, Timor, Sulawesi, Ternate, Ambon și coasta Irian Jaya), Papua Noua Guinee, Insulele Solomon și coasta de-a lungul nordului Australiei (Northern Territory și estul Queensland). În descrierea originală a speciei nu a fost precizată locația tipului, însă Smith (1943) precizează „India” și Saint-Girons (1972) precizează „Inde”.
Este o specie acvatică, iar adâncimea maximă la care se găsește este de 20 de metri. Totuși, în general se găsește până la 10 metri adâncime.

## Alimentație
Harold Voris a raportat studii pe teren ce dezvăluie o dietă compusă din Gobiiidae, Eleotridae, Trypauchenidae și crustacee mici din strâmtorile Malaccăi. Datorită arealului extins al speciei, este probabil ca dieta să varieze în funcție de regiune.

## Stare de conservare
A. granulatus este comună de-a lungul arealului său și este răspândită larg. Populația este probabil stabilă (nu în creștere sau în scădere). Se întâmplă să fie prinsă accidental de traulere, iar apa poluată din Mumbai este posibil să reprezinte o amenințare pentru această specie. Uniunea Internațională pentru Conservarea Naturii o clasifică drept specie neamenințată cu dispariția.